# Мамулашвили, Венера Васильевна
Венера Васильевна Мамулашвили (1932 год, Тбилиси, ССР Грузия) — бригадир Тбилисской птицефабрики, Грузинская ССР. Герой Социалистического Труда (1966). 

## Биография
Родилась в 1932 году в Тифлисе. Окончила среднюю школу № 8. Затем обучалась в Тбилисском зооветеринарном институте, по окончании которого трудилась зоотехником в селе Наоза Мцхетского района. В последующем, возвратившись в Тбилиси, работала бригадиром в цехе выращивания ремонтного молодняка Тбилисской птицефабрики.
Ежегодно бригада Венеры Мамулашвили выращивала более полумиллиона цыплят. В последнем году Семилетки (1959—1965) бригада вырастила 782 тысячи цыплят вместо запланированных 666 тысяч. Указом Президиума Верховного Совета СССР от 2 апреля 1966 удостоен звания Героя Социалистического Труда за «достигнутые успехи в развитии сельского хозяйства, промышленности и науки Грузинской ССР» с вручением ордена Ленина и золотой медали «Серп и Молот» (№ 10869).
После выхода на пенсию проживала в Тбилиси. С 1981 года — персональный пенсионер союзного значения.